# Lesson 1
『Lesson 1』（レッスンワン）は、日本の女性音楽ユニットE-girlsの1枚目となるオリジナル・アルバム。2013年4月17日にrhythm zoneより発売された。

## 概要
【CD＋DVD】【CD＋DVD（初回盤）】【CD】の3形態で発売。
同アルバムの発売が2月26日に発表され、3月26日にアルバムの収録内容や初回盤特典などが発表。
CDには、2011年12月28日リリースのデビュー曲「Celebration!」から2013年3月13日リリースの「CANDY SMILE」まで発表曲及び新曲・アルバムバージョンの計14曲が収録されている。
DVDには、それまでにリリースした全6曲のミュージック・ビデオと初回限定盤のみBonus Trackとして『EXILE LIVE TOUR 2011 TOWER OF WISH 〜願いの塔〜』から「E-Girls Anthem」も収録されている。
同アルバムは、オリコン週間アルバムランキングで初登場1位、Billboard Japan Top Albums Sales2013年度35位を記録した。

## 収録曲

### Disc1/CD
1. Follow Me (4:06)
作詞：Shoko Fujibayashi / 作曲：Jam9、ArmySlick / 編曲：ArmySlick
  - 3rdシングル表題曲
2. CANDY SMILE (4:10)
作詞：Maria Okada [RzC]、Litz / 作曲・編曲：CLARABELL [RzC]
  - 5thシングル表題曲
3. Loving bell (4:03)
作詞：Jam9 / 作曲：Jam9、ArmySlick / 編曲：ArmySlick
  - ボーカルはDreamのErie、Flowerの鷲尾伶菜、川本璃
4. One Two Three (4:05)
作詞：Yosuke Nimbari、Shoko Fujibayashi / 作曲・編曲：ArmySlick、Yosuke Nimbari
  - 2ndシングル表題曲
5. READY GO (3:44)
作詞：Yu Shimoji、作曲：Kazuhiro Hara / 編曲：h-wonder
  - 3rdシングルのカップリング
6. Shiny girls (3:45)
作詞：Yu Shimoji / 作曲：Kohei Yokono、ULO / 編曲：Kohei Yokono
  - ABC-MART「adidas ハニー インヒール」CMソング
  - ボーカルはDream全員、HappinessのKAREN、Flowerの鷲尾伶菜・武藤千春、武部柚那・川本璃
7. Take it Easy! (3:55)
作詞：Emyli、NA.ZU.NA / 作曲：ArmySlick、NA.ZU.NA / 編曲：Kohei Yokono
  - ボーカルはFlowerの武藤千春、武部柚那・川本璃
8. love letter（Album special Version） (5:03)
作詞：Jam9 / 作曲：Jam9、ArmySlick、編曲：ArmySlick、Masaki Iehara
  - 5thシングルのカップリング曲のアルバムバージョン
9. 好きですか？ (4:36)
作詞：Masato Odake / 作曲：SHIBU / 編曲：ArmySlick、M.I
  - 3rdシングルのカップリング
10. JUST IN LOVE (3:25)
作詞：Shoko Fujibayashi / 作曲：Emyli、NA.ZU.NA / 編曲：ArmySlick、NA.ZU.NA
  - 4thシングルのカップリング
11. Celebration! (3:58)
作詞：Shoko Fujibayashi / 作曲・編曲：ArmySlick
  - 1stシングル表題曲
12. ヒマワリ（E-Girls Version） (4:01)
作詞:Jam9 / 作曲:Jam9、ArmySlick / 編曲：h-wonder
  - 3rdシングルのカップリング
13. ただいま！（Album special Version） (4:30)
作詞：Masato Odake / 作曲：UTA (Tiny Voice , Production) / 編曲：h-wonder
  - 2ndシングルのカップリング曲のアルバムバージョン
14. THE NEVER ENDING STORY 〜君に秘密を教えよう〜 (3:25)
作詞：Keith Forsey、日本語詞：Shoko Fujibayashi / 作曲：Giorgio Moroder / 編曲：h-wonder
  - 4thシングル表題曲

### Disc2/DVD
| #  | タイトル                                                                                          | 作詞 | 作曲・編曲 | 時間 |
| -- | ------------------------------------------------------------------------------------------------- | ---- | ---------- | ---- |
| 1. | 「Celebration!【Video Clip】」                                                                    |      |            | 5:41 |
| 2. | 「One Two Three【Video Clip】」                                                                   |      |            | 7:16 |
| 3. | 「Follow Me【Video Clip】」                                                                       |      |            | 8:00 |
| 4. | 「THE NEVER ENDING STORY 〜君に秘密を教えよう〜【Video Clip】」                                   |      |            | 8:14 |
| 5. | 「JUST IN LOVE【Video Clip】」                                                                    |      |            | 3:24 |
| 6. | 「CANDY SMILE【Video Clip】」                                                                     |      |            | 8:14 |
| 7. | 「E-Girls Anthem（EXILE LIVE TOUR 2011 TOWER OF WISH 〜願いの塔〜）【Bonus Clip】初回限定盤のみ」 |      |            |      |